# Toťma
Toťma (rusky Тотьма) je město ve Vologdské oblasti v Ruské federaci. Při sčítání lidu v roce 2010 měla bezmála deset tisíc obyvatel.

## Poloha
Toťma leží na levém břehu Suchony, přítoku Severní Dviny, ve vzdálenosti 220 kilometrů severozápadně od Vologdy, správního střediska oblasti. Bližší město je Soligalič 103 kilometrů jižně.

## Dějiny
První zmínka o Toťmě je z roku 1137. Městem je od roku 1780.

### Rodáci
- Ivan Alexandrovič Kuskov (1765–1823), mořeplavec
- Antoni Wiwulski (1877–1919), architekt.